# Rafael Fauquié
Rafael Fauquié Bescós (Caracas, 11 de noviembre de 1954) es un escritor, ensayista, poeta y docente venezolano. Fue ganador del Premio Nacional de Ensayo, Mariano Picón Salas del Ministerio de la Cultura de Venezuela en 1992, siendo miembro del jurado de dicho premio en la edición de 1993. Igualmente fue miembro del jurado del Premio Internacional de Cuento Francisco Herrera Luque y Presidente del I Congreso de Legislación Cultural Municipal, realizado en febrero del año 1993 en la Universidad Simón Bolívar.

## Biografía
Estudió Filosofía y Letras en la Universidad Católica Andrés Bello de Caracas. Se graduó en el año de 1977 y ese mismo año obtiene una beca Gran Mariscal de Ayacucho para estudiar Sociología de la Literatura en la Escuela de Altos Estudios en Ciencias Sociales de París. A su regreso a Venezuela, en el año de 1980, inicia estudios de Doctorado en la Universidad Central de Venezuela, institución donde, en el año de 1984, y tras la presentación de su tesis Rómulo Gallegos: la realidad, la ficción, el símbolo, recibe el título de Doctor en Ciencias Sociales. 
Desde 1980 había comenzado a dar clases en las universidades Andrés Bello y Simón Bolívar de Caracas. Permanece como profesor del Departamento de Lengua y Literatura de esta última casa de estudios desde ese mismo año 1980, siendo profesor del programa de Postgrado y Doctorado en Literatura Latinoamericana. Entre 1989 y 1994 fue director de Extensión Universitaria y Director de la editorial de la Universidad Simón Bolívar. Actualmente jubilado, permanece activo dentro de esa institución, colaborando con diversas actividades del Departamento de Lengua y Literatura. Ha sido profesor invitado en la Maestría de Literatura Venezolana de la Universidad Central de Venezuela.
Ha colaborado en la Academia Nacional de la Historia de Venezuela, de la editorial Monteávila y del Ministerio de Educación. Fue miembro del Consejo de Redacción de la revista Mundo Nuevo, del Instituto de Altos Estudios de América Latina. Se desempeñó como asesor y colaborador de los Diccionarios de Cultura Venezolana de la Fundación Polar y de la Enciclopedia de Literatura de la editorial Grijalbo. Representante de la Universidad Simón Bolívar y de la Cátedra de la UNESCO, ante el CIPOST (Centro de Investigaciones postdoctorales de la Universidad Central de Venezuela) para la conformación de la Cátedra de estudios avanzados en 1999.
En relación con su propia obra, el mismo Fauquié la ha descrito alguna vez como “escritura del camino”: expresión de un esfuerzo por ir directamente a la idea que se desea transmitir, nombrándola en medio de una forma que, paradójicamente, pudiera calificarse de transparentemente poética. Al lado de esa “escritura del camino”, coexiste para Fauquié otra concepción de la palabra literaria: la que es casa o trata de hacerse casa: construcción de cobijantes espacios de voces desde los que el poeta dialoga tanto con el afuera como consigo mismo, tratando de identificar a su alrededor órdenes, jerarquías, sentidos. A veces camino, a veces casa, la escritura entendida, siempre, como compañera de aventureros desplazamientos o como sitio en el que reunir revelaciones y memorias: dos formas diferentes de conjurar la confusión que no cesa de rodear al ser humano.
Ser profesor acaso tenga una muy estrecha relación con la escritura de Fauquié. Y es que, como él mismo dice, escribir y dar clase son dos actos mucho más parecidos de lo que pudiera creerse. “Si algo he aprendido en todo este tiempo –comenta en uno de sus libros- es que dirigirme a esos estudiantes que son mis interlocutores es algo que no puedo hacer sino desde esa voz que es mía: eco de mi camino y mi memoria. Un escritor que habla a sus estudiantes no podría hacerlo sino desde esas mismas palabras que escribe, surgidas de su vida”. Una idea que recuerda mucho a eso que alguna vez se dijo de Paul Valéry: el académico se alimenta del poeta. Y, así, la escritura literaria existe para Fauquié como una manera de responder a muy diversas curiosidades y acercarse a ciertas esenciales respuestas, más allá o más acá de viejas definiciones sobre géneros literarios y manidos rótulos acerca de lo que es poesía y de lo que es prosa. Para Fauquié, escribir es, sobre todo, una actividad que tiene que ver con voluntad, con actitudes y propósitos; relacionada, también, con nociones de impulso y de necesidad. De lo que se trata, a fin de cuentas, es que quien escribe lo haga porque necesita hacerlo, porque no puede dejar de hacerlo; porque hacerlo lo ayuda a orientarse y a entender.

## Ponencias y conferencias
- "Tiempo, cultura y universidad en Venezuela"
- “La escritura desdoblada”, Ciclo de conferencias sobre la actual literatura venezolana, organizado por el Instituto de Investigaciones Literarias de la Universidad Central de Venezuela y por el CONAC
- "Venezuela en el espejo de su literatura", conferencia organizada por la Fundación Herrera Luque.
- "El poder y la palabra, el poder de la palabra" Simposio sobre Investigación Literaria, organizado por el Departamento de Lengua y Literatura de la USB.
- “Descifrar el secreto de la tierra”, conferencia sobre Enrique Bernardo Núñez dictada en el marco de la 5ª Feria Internacional del Libro de Caracas
- “El ensayo, una espiral en el tiempo”, conferencia dictada en el marco del XXXI Congreso Internacional de Literatura Iberoamericana de la Universidad de Pittsburgh, celebrado en Caracas.
- Conferencia sobre “El ensayo y Mariano Picón Salas”, evento organizado por la Universidad de Carabobo con motivo de cumplirse el centenario del nacimiento de Mariano Picón Salas. 15 de marzo de 2001
- Conferencia sobre la “Prosa autobiográfica en Mariano Picón Salas”, evento organizado por el CONAC  y el Centro de Estudios Latinoamericanos Rómulo Gallegos, con motivo de cumplirse el centenario del nacimiento de Mariano Picón Salas.
- “¿Qué es y para qué sirve la crítica literaria”. Conferencia que se dictó en 1998 siendo el autor de la misma, Organizada por la Fundación Francisco Herrera Luque.

Conferencia sobre “El ensayo y Mariano Picón Salas”, evento organizado por la Universidad de Carabobo con motivo de cumplirse el centenario del nacimiento de Mariano Picón Salas. 15 de marzo de 2001.
Conferencia sobre la “Prosa autobiográfica en Mariano Picón Salas”, evento organizado por el CONAC  y el Centro de Estudios Latinoamericanos Rómulo Gallegos, con motivo de cumplirse el centenario del nacimiento de Mariano Picón Salas, 18 de julio de 2001.
Conferencia sobre García Márquez y su reciente publicación Yo no vine a decir un discurso, evento organizado por la Fundación Herrera Luque, octubre de 2012.
Presentación y disertación sobre el libro El juego de la palabra, en el marco de la Feria del libro de Caracas, marzo de 2013.

## Obras
- Espacio disperso, Caracas, Academia Nacional de la Historia, col. El Libro Menor, 1983. Depósito legal: lf 83-1706.
- Rómulo Gallegos: la realidad, la ficción, el símbolo, Caracas, Academia Nacional de la Historia, col. Estudios, Monografías, Ensayos, 1985. ISBN 980-222-007-8
- De la sombra el verso (poesía), Caracas, Epsilon Libros, 1985. ISBN 980-6068-00-9
- El silencio, el ruido, la memoria, Caracas, ed. Alfadil, col. Trópicos, 1991 (Premio CONAC de Ensayo, "Mariano Picón Salas", 1992). ISBN 980-6273-27-3
- La voz en el espejo, Caracas, ed. Alfadil, col. Trópicos, 1993. ISBN 980-6273-69-9
- La mirada, la palabra, Caracas, Academia Nacional de la Historia, col. El libro Menor, 1994. ISBN 980-222-777-3
- Espiral de tiempo, Caracas, Fundarte-Equinoccio, 1996.ISBN 980-253-296-7
- Arrogante último esplendor, Caracas, Equinoccio, 1998. ISBN 980-237-150-5
- Puentes y voces, Caracas, ed. Sentido, 1999. ISBN 980-6449-00-2
- El azar de las lecturas, Caracas, ed. Galac, 2001. ISBN 980-6194-32-2
- Caín y el laberinto, Caracas, ed. Comala, 2003. ISBN 980-390-060-9
- Testimonios, espejismos y desconciertos, Caracas, ed. Comala, 2007. ISBN 978-980-390-129-9
- El juego de la palabra, Caracas, Monte Ávila editores Latinoamericana, 2011. ISBN 978-980-01-1860-3
- Invisibles armonías, Berlín, editorial Académica española, 2017. ISBN 978-3-659-65570-8
- Prisma, Berlín, Editorial Académica Española, 2018. ISBN 978-620-2-25390-1
- Diálogos, monólogos y apostillas, Londres, KS OmniScriptum Publishing, 2023. ISBN: 978-613-7-41045-5
- Lo que solo para nosotros vale, Londres, KS OmniScriptum Publishing, 2023. ISBN 978-620-0-10871-5
- Esperanzada inconformidad, Londres, KS OmniScriptum Publishing, 2025. ISBN 978-613-9-42741-3